# Khalil Mack
Khalil Mack, född 22 februari 1991 i Fort Pierce, är en amerikansk utövare av amerikansk fotboll för laget Los Angeles Chargers i NFL. Mack spelar oftast på positionen defensive end men ibland också som outside linebacker. I college spelade han för University at Buffalo, och blev värvad av Oakland Raiders som femte spelaren i 2014 års draft. Mack är den första spelaren i NFL:s historia att bli invald till All Pro-laget på två positioner samma år.

## Professionell karriär

### Säsongen 2014
Redan under sin första säsong i ligan presterade Mack på en hög nivå, och han var länge kandidat till att vinna NFL Defensive Rookie of the Year. Mack slutade som trea i röstningen till priset, bakom Rams Aaron Donald och Ravens C.J. Mosley. Under säsongen fick Mack 76 tackles, 4,0 sacks, en forced fumble och 4 passes defended.

### Säsongen 2015
Inför 2015 års säsong blev Mack utnämnd av Conor Orr som den spelare i ligan som skulle göra största förbättringen och på så sätt ta sig upp bland eliten i sporten. I och med säsongens början bytte Mack också position från outside linebacker till defensive end och spelade säsongen på båda positionerna.
I slutet av året kunde man konstatera att Orr hade fått rätt. Under en match mot Broncos, den 13 december, tog Mack över matchen totalt med sina 5 sacks, en tangering av lagets rekord som tidigare satts av Howie Long år 1983. Tack vare Macks prestation kunde Raiders vinna matchen med 15-12 och i och med det bröt laget sin förlustsvit mot Broncos som hade pågått sedan september 2011. På grund av sina prestationer under säsongen blev Mack invald till årets Pro Bowl och han blev också den första spelaren någonsin som tog sig in i All Pro-laget på två positioner, defensive end och outside linebacker. Mack blev även utsedd till ligans 13:e bästa spelare.

### Säsongen 2016
I en match mot Carolina Panthers den 27 november blev Mack den första spelaren sedan Charles Woodson (2009) att i en och samma match göra en sack, en forced fumble, en fumble recovery, en interception och en defensiv touchdown. Både hans interception och touchdown var karriärens första.
Mack var dominant året igenom och belönades med att för andra året i rad utses till ligans Pro Bowl och All Pro-laget som defensive end. Förutom detta fick Mack även utmärkelsen NFL Defensive Player of the Year, alltså årets bästa defensiva spelare.

## Statistik
| År     | Lag     | Matcher | Tackles | Sacks | Forced fumbles | Passes Defended | Interceptions | Touchdowns |
| ------ | ------- | ------- | ------- | ----- | -------------- | --------------- | ------------- | ---------- |
| 2014   | Raiders | 16      | 76      | 4.0   | 1              | 3               | 0             | 0          |
| 2015   | Raiders | 16      | 77      | 15.0  | 2              | 2               | 0             | 0          |
| 2016   | Raiders | 16      | 73      | 11.0  | 5              | 3               | 1             | 1          |
| Totalt | Totalt  | 48      | 226     | 30.0  | 8              | 8               | 1             | 1          |

Statistik från NFL.com